# Vilma Kürer
Vilma Kürer, in den USA Vilma Kurer, (* 6. Oktober 1914 in Melk, Österreich-Ungarn; † 4. Februar 2008 in New York City, Vereinigte Staaten) war eine österreichische Schauspielerin und Kabarettistin.

## Leben und Wirken
Die aus dem niederösterreichischen Melk stammende Kürer hatte bereits Bühnenerfahrungen gesammelt, als sie 1937 ihre erste kleine Filmrolle in einer in Ungarn entstandenen, deutschsprachigen Produktion erhielt. Noch im selben Jahr wirkte sie auch als Synchronsprecherin und lieh Deanna Durbin in den österreichischen Synchronfassungen ihrer Erfolgsfilme Drei süße Mädels und 100 Männer um ein Mädel von Henry Koster ihre Stimme. Die Annexion Österreichs durch die Nationalsozialisten im März 1938 führte rasch zu ihrer Ausgrenzung, und so entschloss sich Vilma Kürer im Oktober 1938 zur Auswanderung via Gdingen in die Vereinigten Staaten. 
In New York fand sie zunächst Beschäftigung an regulären Sprechbühnen und trat, unter dem leicht amerikanisierten Namen Vilma Kurer, seit Jahresbeginn 1940 in folgenden Stücken auf: „Reunion in New York“ (1940), „Wallflower“ (1944), „The Privat Life of the Master Race“ (1945), „Temper the Wind“ (1946), „Faust“ (1947) und „The Winner“ (1954). Darüber hinaus engagierte sie sich dort (an der Seite von Kolleginnen wie Kitty Mattern und Ellen Schwanneke) an Oscar Tellers Emigrantenkabarett „Die Arche“ und war überdies im April 1941 in einer Exilantenaufführung von Arthur Schnitzlers Liebelei zu sehen, wo sie an der Seite bekannter Wiener Kollegen wie Adrienne Gessner, Arnold Korff, Hans Wengraf, Ludwig Donath und Oskar Karlweis, der den Fritz Lobheimer spielte, auftrat.
Außerdem betätigte sich Vilma Kürer beim US-Rundfunk und sprach dort beispielsweise 1942 die weibliche Hauptrolle in Ben Hechts „Crime Without Passion“. Ab 1949 folgten eine Reihe von Angeboten für kleine Rollen in einzelnen Folgen von Fernsehserien bzw. -reihen. 1952 gab Kürer ihr amerikanisches Kinofilmdebüt in dem vom McCarthyismus bestimmten Kalten-Kriegs-Streifen „Walk East on Beacon“. Bis 1959 ist sie noch in Fernsehproduktionen nachzuweisen, danach zog sich die Künstlerin aus der Schauspielerei zurück, blieb aber bis zu ihrem Lebensende in New York City (in der Bronx) ansässig.
Vilma Kürer war zeitweilig mit dem amerikanischen Schauspieler Robert Barron (1923–2002) verheiratet.

## Filmografie
- 1937: Die entführte Braut
- 1949: Payment Deferred
- 1949: Cousin Maria
- 1951: Inspiration
- 1951: Diary of a Country Priest
- 1951: The Talking Jewel
- 1951: A Different World
- 1952: Walk East on Beacon
- 1954: Woman to Woman
- 1956: The Man Who Saved Moscow
- 1957: The Freedom Fighters of Hungary
- 1959: Dressed for the Kill